# 하넬로러 크뉘츠
하넬로러 크뉘츠(독일어: Hannelore Knuts, 1977년 11월 4일 ~ )는 벨기에의 모델, 배우이다.